# Rocket Girl
Rocket Girl  es una compañía discográfica independiente británica fundada en 1997 y que hasta la fecha sigue en activo por Vinita Joshi quien también laboró en las discográficas Ché y Cheree Records. El estilo de la discográfica se enfoca en el sonido de estilo ecléctico, vanguardista y cultural. es considerada una discográfica del seguimiento de culto
El sonido de la discográfica se enfoca en distintos géneros del rock y la electrónica, pero principalmente en el indie rock, rock alternativo, rock experimental y el ambient.
La discográfica ha contado con un amplio catálogo de artistas, incluido grupos y músicos con un reconocimiento internacional
La discográfica cuenta con una discográfica filial llamada Indus Sonica que es de la misma Rocket Girl.

## Algunos artistas de la discográfica
- A Place to Bury Strangers
- Disco Inferno
- Gnac
- Mogwai
- Roy Montgomery
- Silver Apples
- Television Personalities
- Ulrich Schnauss
- Whipping Boy